# Vergellus
El Vergellus fou un torrent que creuava pel camp de batalla de Cannes. En donen notícia Florus i Valeri Màxim que expliquen que el curs fou obstruït pels cossos dels soldats morts en la batalla (216 aC) i els cartaginesos el van poder creuar per damunt dels cadàvers que van fer de pont; aquesta circumstància és explicada també per altres escriptors però no donen el nom del torrent. Aquest torrent desaiguava probablement a l'Aufidius per la dreta, entre Cannes i Canusium, i probablement era quasi sec a l'estiu.